# Lygromma huberti
Lygromma huberti är en spindelart som beskrevs av Norman I. Platnick och Mohammad U. Shadab 1976. Lygromma huberti ingår i släktet Lygromma och familjen Prodidomidae. Inga underarter finns listade i Catalogue of Life.